# Zsuzsa Bánk
Zsuzsa Bánk (Fráncfort del Meno, 24 de octubre de 1965) es una escritora alemana de padres húngaros.
Sus padres emigraron al oeste tras la Revolución húngara de 1956 e hizo estudios políticos y literarios en la Universidad de Maguncia en Maguncia y en Washington.
Ha recibido varios premios literarios como el Premio Adelbert von Chamisso en 2004.

## Obras
- Der Schwimmer, Roman, S. Fischer, Frankfurt/Main 2002, TB 2004 ISBN 3-596-15248-8
- Heißester Sommer, Erzählungen, S. Fischer, Frankfurt/Main 2005, ISBN 3-10-005221-8
- Die hellen Tage, Roman, S. Fischer, Frankfurt/Main 2011, ISBN 978-3-10-005222-3